# Issoria inca
Issoria inca är en fjärilsart som beskrevs av Otto Staudinger 1894. Issoria inca ingår i släktet Issoria och familjen praktfjärilar. Inga underarter finns listade i Catalogue of Life.